# Échenoz-la-Méline
Échenoz-la-Méline település Franciaországban, Haute-Saône megyében. Lakosainak száma 3187 fő (2022. január 1.). Échenoz-la-Méline Vesoul, Andelarrot, La Demie, Navenne, Noidans-lès-Vesoul, Vallerois-Lorioz és Vellefaux községekkel határos.

## Népesség
A település népességének változása:
| Lakosok száma | 3176 | 3198 | 3291 | 3231 | 3246 | 3249 | 3235 | 3225 | 3187 |
|               | 2013 | 2015 | 2016 | 2017 | 2018 | 2019 | 2020 | 2021 | 2022 |

## Itt született
- Stéphane Peterhansel, tereprali versenyző, 14-szeres Dakar-rali győztes